# Scottish Ballet
The Scottish Ballet (Skotska baletten) är Skottlands nationella balettkompani, ursprungligen grundat 1957 med säte i eget balettcenter i Glasgow.
Balettkompaniet, ett av fyra nationella ledande brittiska balettkompanier, bildades ursprungligen av koreograf/dansare Peter Darrell och Elizabeth West i Bristol 1957 under namnet Western Theatre Ballet med verksamhet i västra England. 1969 flyttade verksamheten till Skottland och Glasgow under namnet Scottish Theatre Ballet, innan man 1974 bytte namn till det nuvarande. 1975 förenades baletten med Scottish Opera med dess nya hemmascen på den anrika Theatre Royal, Skottlands äldsta kvarvarande teaterbyggnad. 2009 flyttade kompaniet till egna nya lokaler i det stora kulturcentret Tramway i ett gammalt före detta industri- och museikomplex i Glasgow. Med cirka 36 fastanställda dansare i ensemblen uppför man en blandad repertoar av klassiska baletter och modernare dansverk med turnerande verksamhet över hela Skottland och gästspel i Europa och Asien.